# Riyadh Al Azzawi

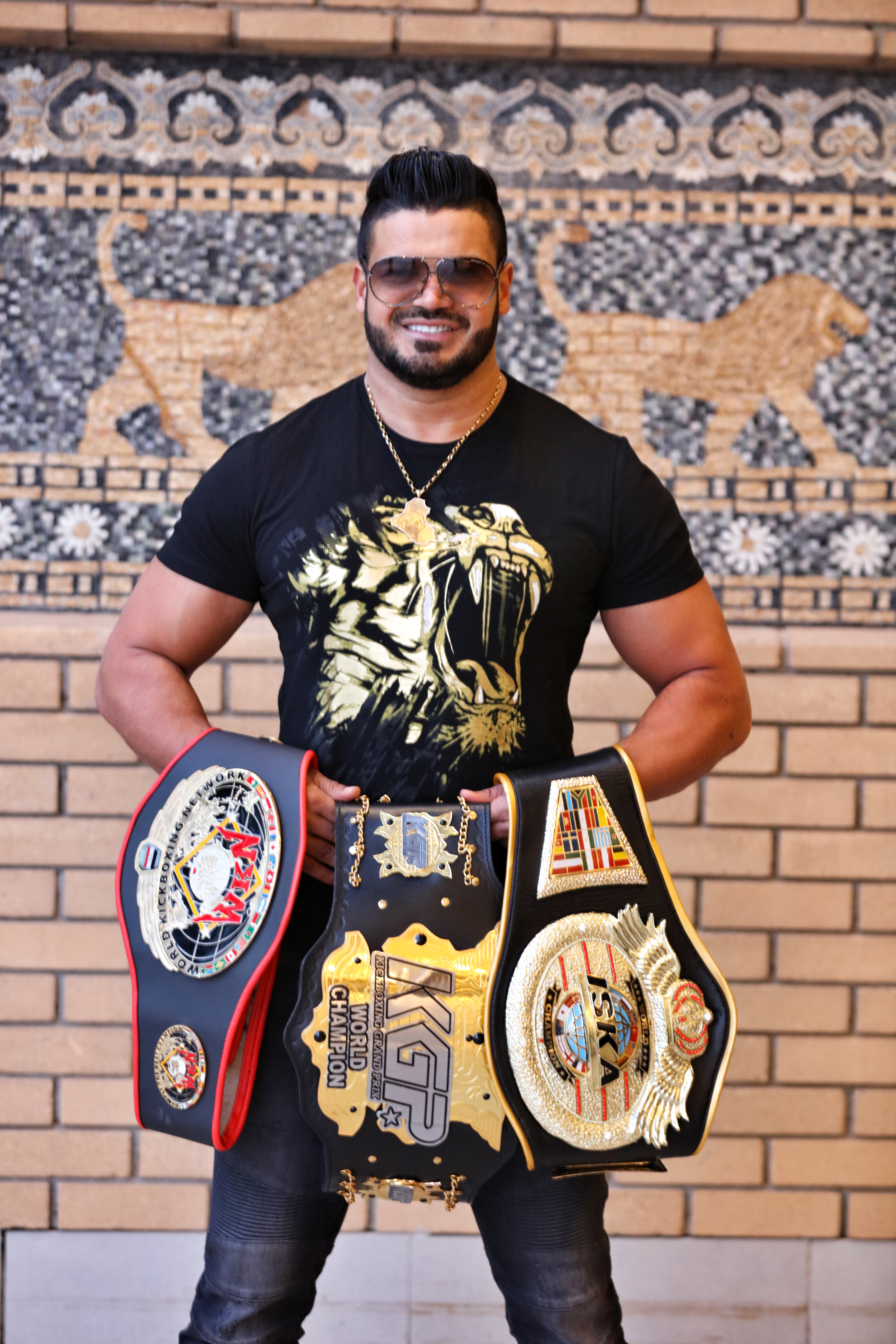
Riyadh Al Azzawi

Riyadh Al-Azzawi, (Arabisch: رياض العزاوي; Bagdad),  is een Iraakse kickbokser, geboren in Bagdad, die in Engeland woont. Hij begon al jong met kickboksen en won op zijn 15e al een gouden medaille door Iraaks kampioen te worden.
Al Azzawi heeft ook broers die aan kickboksen doen; Mohammed Al Azzawi en Ahmed Al Azzawi.

## Titels

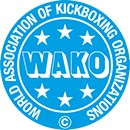
W.A.K.O

- Irakees kampioen (WAKO)
- Arabisch kampioen (WAKO)
- Brits kampioen (WKN)
- Europees kampioen (WKA, WKN)
- Wereldkampioen (WKN) (april 2008)